# Selección de básquetbol de Argentina
La selección de básquetbol de Argentina es el equipo formado por jugadores de nacionalidad argentina que representa a la Confederación Argentina de Básquetbol (CABB) en las competiciones internacionales organizadas por la Federación Internacional de Baloncesto (FIBA) o el Comité Olímpico Internacional (COI): los Juegos Olímpicos, la Copa Mundial de Baloncesto y el Campeonato FIBA Américas. Es la actual campeona de América.
La selección argentina es una de las potencias del continente americano. Es la única selección de básquetbol de América en conquistar la quíntuple corona a nivel selección mayor: campeona mundial, campeona olímpica, campeona de las confederaciones, campeona de América (3 veces) y campeona panamericana (3 veces). Además, es trece veces campeona sudamericana. 
Argentina y Estados Unidos son las únicas selecciones de América que ganaron tanto los Juegos Olímpicos como el Campeonato Mundial FIBA. Argentina es el único país del mundo que ha ganado una edición de Juegos Olímpicos en donde Estados Unidos ha jugado con jugadores NBA, exceptuando a éstos.
Luego de ganar el FIBA Diamond Ball 2008 y la medalla de bronce de los Juegos Olímpicos de Beijing, logró posicionarse en el primer puesto del Ranking de la FIBA, posición que ocupó hasta 2012. Actualmente, se encuentra octava en dicho ranking.

## Historia

### Décadas de 1930 y 1940: los primeros éxitos continentales
Dado que el primer mundial ocurrió en 1950, y el primer juego olímpico avalado como oficial para FIBA fue en 1936, el único torneo internacional de selecciones que existía en Sudamérica era el Campeonato Sudamericano, que empezó a jugarse en 1930 y Argentina fue subcampeón. 
El sudamericano es el torneo oficial más añejo del mundo dado que nació en 1930 y desde ese mismo momento el sudamericano fue oficial y por ende es el torneo oficial más antiguo y primer evento oficial de básquetbol en el mundo. La selección argentina logró ser campeona en 5 de los primeros 14 sudamericanos disputados entre 1930 y 1949, ganando Uruguay otros 5, Brasil 2, Chile 1 y Perú 1.
Como dato anecdótico de esos primeros años del básquetbol argentino, hay que mencionar que en 1938, se produjo la primera victoria de Argentina sobre Estados Unidos. En ese partido Estados Unidos estuvo compuesta por jugadores de la Unión Atlética Amateur. El resultado fue 46-33 a favor de los argentinos. El partido se jugó en Argentina, en el mismo estadio (Luna Park) donde Argentina se consagraría campeona mundial en 1950.
El sudamericano quedaría relegado en importancia al crearse el primer EuroBasket en 1935, el primer juego olímpico oficial avalado por FIBA en 1936 (dado que antes de ese año no eran oficiales) y el primer campeonato mundial oficial en 1950.

### Década de 1950

#### Campeones del Mundo FIBA 1950

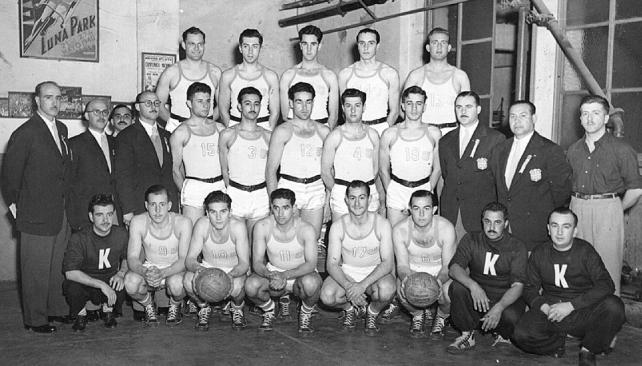
Selección Argentina de básquetbol de 1950, campeona invicta de la primera edición del Campeonato Mundial de Baloncesto.

En 1950, la FIBA organizó el primer Campeonato Mundial de Baloncesto y Argentina fue declarada como el país sede. Aquel año, los albicelestes no desaprovecharían la localía y se quedarían con el título. Derrotaron a Francia en la ronda inicial 56 a 40 (triunfo clave, dado que solo los ganadores de la ronda inicial o preliminar accedían a la ronda final). Ya en la fase decisiva (ronda final) -en donde jugaban todos contra todos-, derrotaron a Brasil (40-35), luego a Chile en la segunda fecha (62-41), nuevamente a Francia (66-41), y luego a Egipto (68-33). Así, Argentina llegó a la última fecha ante la también invicta Estados Unidos, de modo que el ganador se consagraría campeón. El partido se disputó en el Estadio Luna Park de Buenos Aires ante unas 20.000 personas y el resultado final fue 64 a 50 en favor de los albicelestes. Las figuras de aquella selección fueron Oscar Furlong, Ignacio Poletti "el bombardero", Ricardo González, Hugo del Vecchio, entre otros. El director técnico fue Jorge Hugo Canavesi.

### Década de 1960

#### Campeones Sudamericanos 1966
Luego de dos años y medio de inactividad oficial la selección argentina (apoda en ese momento como "Los Cóndores") encaró el sudamericano (del que sería anfitrión) con inusual anticipación. Como entrenador asumió Alberto López, quien tuvo que reconstruir el equipo, ya que hombres destacados como los pivotes Desimone y Domínguez, ya no estaban en el país. Antes de eso, además, se concretaron las renuncias de varias figuras: Riofrío, Cabrera, Chazarreta, Olariaga, Fruet, Farías, Ferello y Battilana. El equipo hizo una preparación extensa, exigente y bien organizada, pero no disputó amistosos. Hubo muchos debuts internacionales, como los de los pivotes Gehrmann y Tomás Sandor, los que conformarían una gran dupla interior, el de Alix, los de Massolini y Arce.
El Sudamericano de Mendoza 1966, que otorgaba tres plazas para el Mundial del año siguiente, se disputó con ocho equipos, los que se enfrentaron todos contra todos por suma de puntos. El comienzo de Argentina fue arrasador, con victorias muy amplias sobre Ecuador, Chile y Colombia. Sin embargo, en la cuarta jornada perdió ajustadamente contra Perú. Los argentinos mostraron capacidad de reacción, al vencer en las dos noches siguientes sin apremios a Paraguay y a Uruguay. En la última jornada se definió el certamen ante Brasil, que presentó un plantel joven y sin varias de sus principales figuras. Luego de un desarrollo peleado y parejo, Argentina se quedó con la victoria y con el título regional.

### Década de 1970

#### Campeones Sudamericanos en Colombia 1976 y Argentina 1979
Argentina se había consagrado con el título sudamericano en Medellín en 1976 y volvería repetir el título en 1979, en el certamen disputado en Bahía Blanca. La selección regresó ese año a las competencias oficiales, tras una temporada con poca actividad, al no clasificar al Mundial de Filipinas del año anterior. El entrenador fue Miguel Ripullone y tomó decisiones importantes: recuperó a dos veteranos para acompañar a los más inexpertos, convenciendo a Alberto Pedro Cabrera (quien se había alejado en 1975) de que regresara a la selección para retirarse ante su gente, e incorporó a Carlos González. La presencia de Cabrera era vital, ya que Eduardo Cadillac llegó al torneo lesionado. Después el técnico puso fin a la etapa de Gehrmann en la selección y en su lugar convocó al novato pivote Luis González, de 2,10. Además sumó a Carlos Romano, otro joven que prometía.
El torneo se jugó por el sistema de todos contra todos, por puntos. En el comienzo del torneo, la selección logró amplias victorias ante Paraguay, Perú, Venezuela y Chile. Cuando llegó la primera prueba exigente, los argentinos se impusieron con amplitud a Uruguay. Posteriormente, derrotó a Brasil (que también venía invicto) en el último partido. El equipo debió exigirse al máximo para poder quedar con la victoria y a su vez el título, el octavo del historial, de manera invicta y el festejo ante el público local. Con esta actuación Argentina se clasificó para los Juegos Panamericanos de ese mismo año.

#### Primera victoria oficial contra la Unión Soviética
En 1979, Argentina venció por primera vez en la historia a la Unión Soviética en un partido oficial. El resultado fue 88 a 87 en la Copa Intercontinental de selecciones (extinto torneo de selecciones que FIBA luego discontinuó) el cual no tenía el rótulo de "campeón mundial" como sí posee la Copa Intercontinental FIBA de Clubes. En el plantel soviético estaban los históricos Serguéi Belov y Vladímir Tkachenko.

### Década de 1980

#### Victoria sobre Estados Unidos en el Mundial de España 1986
Argentina en el Campeonato Mundial FIBA 1986 fue la única selección que venció al campeón de dicho torneo, Estados Unidos. En ese plantel estadounidense, que estuvo compuesto por jugadores universitarios, estaban entre otros, David Robinson (miembro del Dream Team de los NBA en 1992) y Steve Kerr que luego de ese campeonato mundial, pasarían a la máxima liga de Estados Unidos (NBA) y se convertirían en leyendas de dicha competición y del básquetbol internacional, además de que Steve Kerr lograría una gran carrera como entrenador en la NBA. El resultado del partido fue 74 a 70 a favor de Argentina. Este triunfo contra Estados Unidos, está considerado como el mayor logro del básquetbol argentino en la década de 1980 y es el segundo triunfo más importante sobre Estados Unidos luego de 1950, que ambos serían superados solamente por las victorias de la Generación Dorada sobre los NBA en el Mundial de 2002 y en los Juegos Olímpicos de 2004. La selección argentina en este campeonato mundial estuvo dirigida por Flor Meléndez, quien fuera designado debido a su éxito como entrenador de clubes, especialmente por el logro de Obras Sanitarias en la Copa Intercontinental FIBA 1983, año en donde el club argentino fue campeón bajo el mando del entrenador boricua.

#### Campeones Sudamericanos en 1987 luego de 8 años

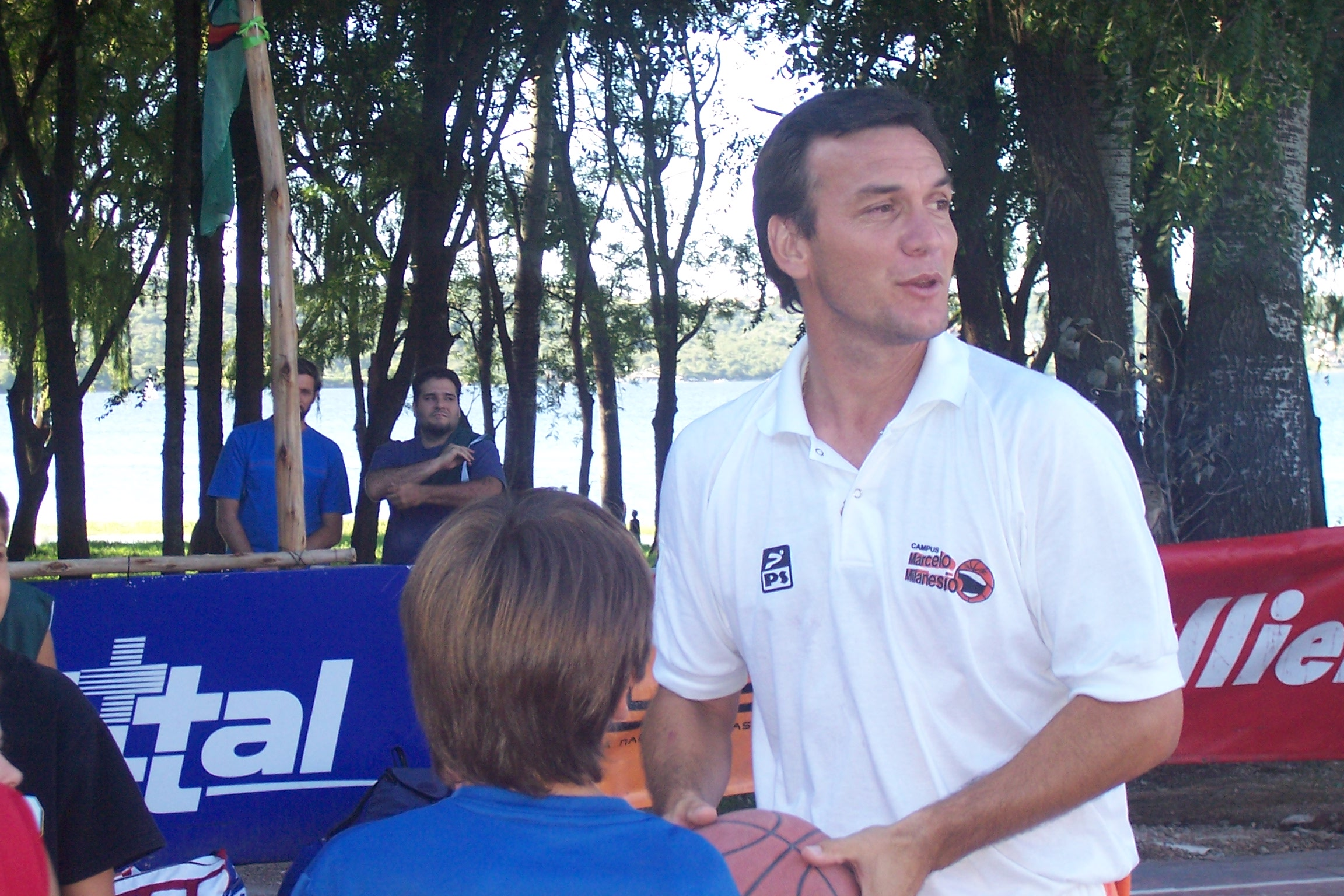
Marcelo Milanesio: base titular por muchos años de la Selección. Consiguió su primer título oficial en la Selección adulta argentina en el Sudamericano de Asunción ´87.

Además del título de la selección mayor en los Juegos Sudamericanos de 1982 en Rosario, el otro título oficial de la década de 1980 fue el Campeonato Sudamericano de 1987, ganado en Asunción, Paraguay. El seleccionado otra vez estuvo dirigido por el entrenador puertorriqueño Flor Meléndez, quien venía de hacer una destacada campaña en el Mundial de 1986. El armado del plantel sufrió muchas complicaciones para la competencia ya que Héctor Campana, Jorge González, Diego Maggi, Hernán Montenegro, Filloy y Javier Maretto estaban lesionados. Esto motivó que el entrenador Meléndez sumara a la base de seis hombres del Mundial, más el regreso de Luis González, Esteban Pérez, Rubén Scolari, Aldo Yódice y al joven Carlos Cerutti, quienes debutaron internacionalmente.
Argentina llegó al torneo -que se disputó con el sistema de todos contra todos, por puntos- sin partidos de preparación y con pocos entrenamientos, debido a los contratiempos físicos. Los albicelestes derrotaron por 5 puntos a Venezuela en el debut, y posteriormente le ganaron a Uruguay con esfuerzo. Después llegarían tres victorias amplias ante Perú, Paraguay y Chile que el entrenador utilizó para darles descanso a algunos jugadores. En la última jornada definió el título con Brasil, pero en caso de un triple empate (con el mismo Brasil y con Venezuela), el sistema consagró a Argentina por la diferencia de puntos, ya que Venezuela había vencido a los brasileños también por 5 puntos. Argentina perdiendo por hasta 4 puntos era campeona, y perdió por solo 2, luego de un partido nivelado, en el que Brasil cerró mejor, permitiéndoles festejar el título regional por novena vez en el historial.
La buena actuación en el sudamericano le permitió a Argentina clasificar a los Juegos Panamericanos de ese año en Indianápolis, y al Campeonato FIBA Américas (preolímpico) del año siguiente.

### Década de 1990

#### El comienzo de una nueva era: oro en los Panamericanos de 1995

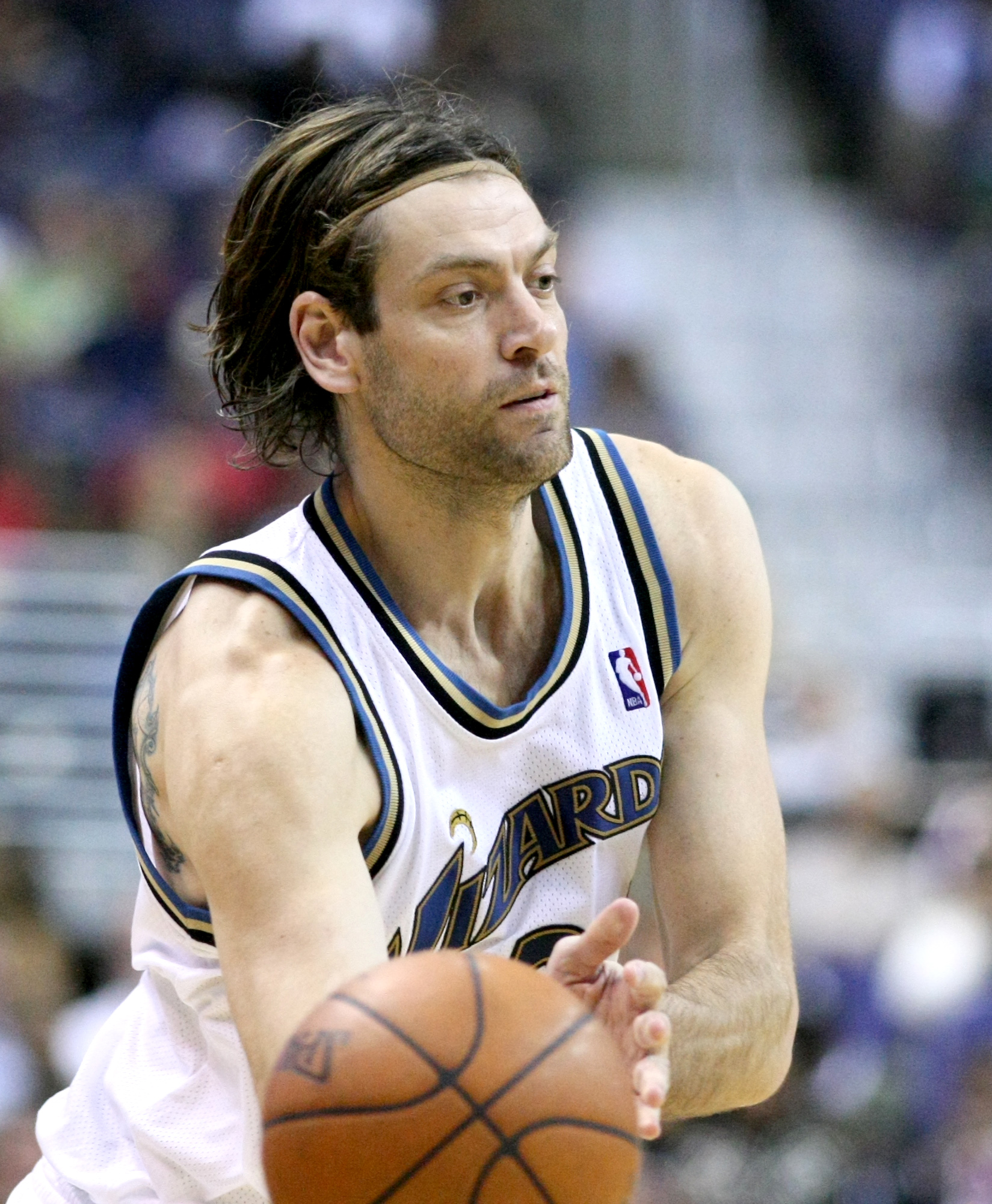
Con sólo 20 años, Fabricio Oberto fue uno de los pivotes argentinos en el plantel campeón panamericano de 1995.

Luego de aquella conquista mundial de 1950, Argentina ganó cuatro Campeonatos Sudamericanos (en 1966, 1976, 1979 y 1987) y el oro en los Juegos Suramericanos 1982, pero la albiceleste tuvo que esperar hasta 1995 para ganar un torneo de mayor magnitud: se trató de la medalla de oro obtenida en los Juegos Panamericanos de aquel año, disputados en Mar del Plata. En medio de la disputa de la Liga Nacional el entrenador Vecchio conformó el plantel con la base del equipo del Mundial anterior, más los regresos de algunos experimentados como Marcelo Milanesio, Esteban de la Fuente, Luis Villar o Diego Maggi, tras la lesión que marginó a Hernán Montenegro.  
En los Panamericano de 1995, el inicio fue con una agónica victoria ante los norteamericanos en un juego lleno de emoción. En la segunda presentación los argentinos volvieron a ganar con lo justo, esta vez frente a Uruguay. Una victoria más holgada se logró frente a México en la tercera fecha. Contra Puerto Rico, Argentina volvió a lograr un triunfo ajustado 87 a 86 que le permitió mantener el invicto. En la última fecha de la clasificación, los de Vecchio se impusieron a Brasil, completando así un rendimiento ideal.
En la semifinal Argentina se cruzó con Uruguay, pero esta vez los de Vecchio se impusieron sin apremios. La final, como era previsible fue ante Estados Unidos y el partido volvió a ser de alto nivel, quedando la victoria final para Argentina por 98 a 85. De esta manera, el conjunto albiceleste logró su primera medalla de oro panamericana, festejada largamente ante un estadio Polideportivo Islas Malvinas repleto de público. El tirador Juan Espil resultó el máximo anotador del torneo.
Integraron aquel plantel campeón jugadores como Marcelo Milanesio, Jorge Racca, Gabriel Cocha, Esteban de la Fuente, Juan Espil, Diego Maggi, Fabricio Oberto, Rubén Wolkowyski, Diego Osella y Luis Villar.

#### Los Juegos Olímpicos de 1996
En los Juegos Olímpicos de 1996, Argentina tuvo una actuación destacada. En fase de grupos venció a Lituania por 65 a 61. El triunfo fue muy importante para el básquetbol argentino, si se tiene en cuenta que en ese equipo estaba Arvydas Sabonis, considerado uno de los mejores jugadores de la historia a nivel mundial. Luego de esa resonante victoria, Argentina jugó la rueda de consuelo, venciendo a Corea del Sur y Puerto Rico. 
Este fue uno de los últimos eventos de la etapa previa a la aparición de la Generación Dorada. El plantel estaba integrado por Marcelo Nicola, Daniel Farabello, Luis Villar, Esteban de la Fuente, Ernesto Michel, Marcelo Milanesio, Juan Espil, Diego Osella, Fabricio Oberto, Jorge Racca, Esteban Pérez, Rubén Wolkowyski. Dos de estos jugadores, Oberto y Wolkowyski, fueron el nexo con aquel equipo, que comenzaría a formarse en 2001. 

### 2001- 2014: la Generación Dorada

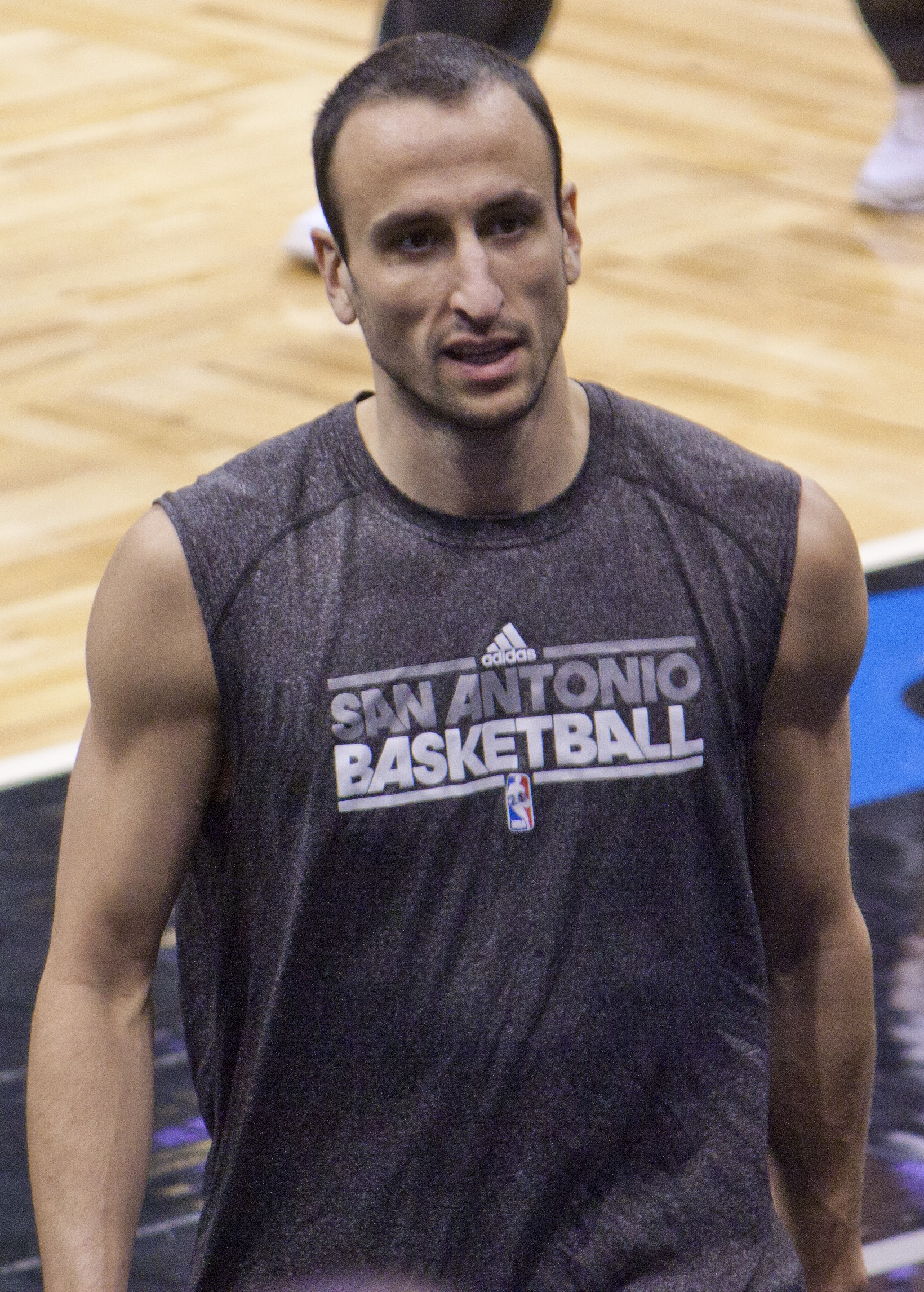
Emanuel Ginóbili: uno de los símbolos y figuras de la Generación Dorada.

En 2001, para el Campeonato Sudamericano de Valdivia y el Campeonato FIBA Américas disputado en Neuquén -que fueron ganados de punta a punta por Argentina-, la selección comenzaba a formar una base de grandes jugadores que ganaron campeonatos y medallas en la mayoría de torneos que disputaron y que duró más de una década. Con los años se la conoció como La Generación Dorada, debido a la cantidad de medallas obtenidas. En esas plantillas entre 2001 y 2014 formaron parte jugadores de gran jerarquía, como Manu Ginóbili, Pepe Sánchez, Fabricio Oberto, Luis Scola, Andrés Nocioni, Hugo Sconochini, Alejandro Montecchia, Carlos Delfino, Walter Herrmann, Leonardo Gutiérrez, Pablo Prigioni y Rubén Wolkowyski entre muchos otros. Rubén Magnano fue el primer entrenador y mentor de esta plantilla ganadora desde 2000 hasta 2004. Luego, fue Sergio Hernández quien tomó la conducción del equipo entre 2005 y 2010, finalizando un ciclo exitoso Julio Lamas, quien dirigió a la selección entre 2010 y 2014. Todos ellos ganaron títulos. Para muchos, se trató del "mejor equipo de la historia del deporte argentino".

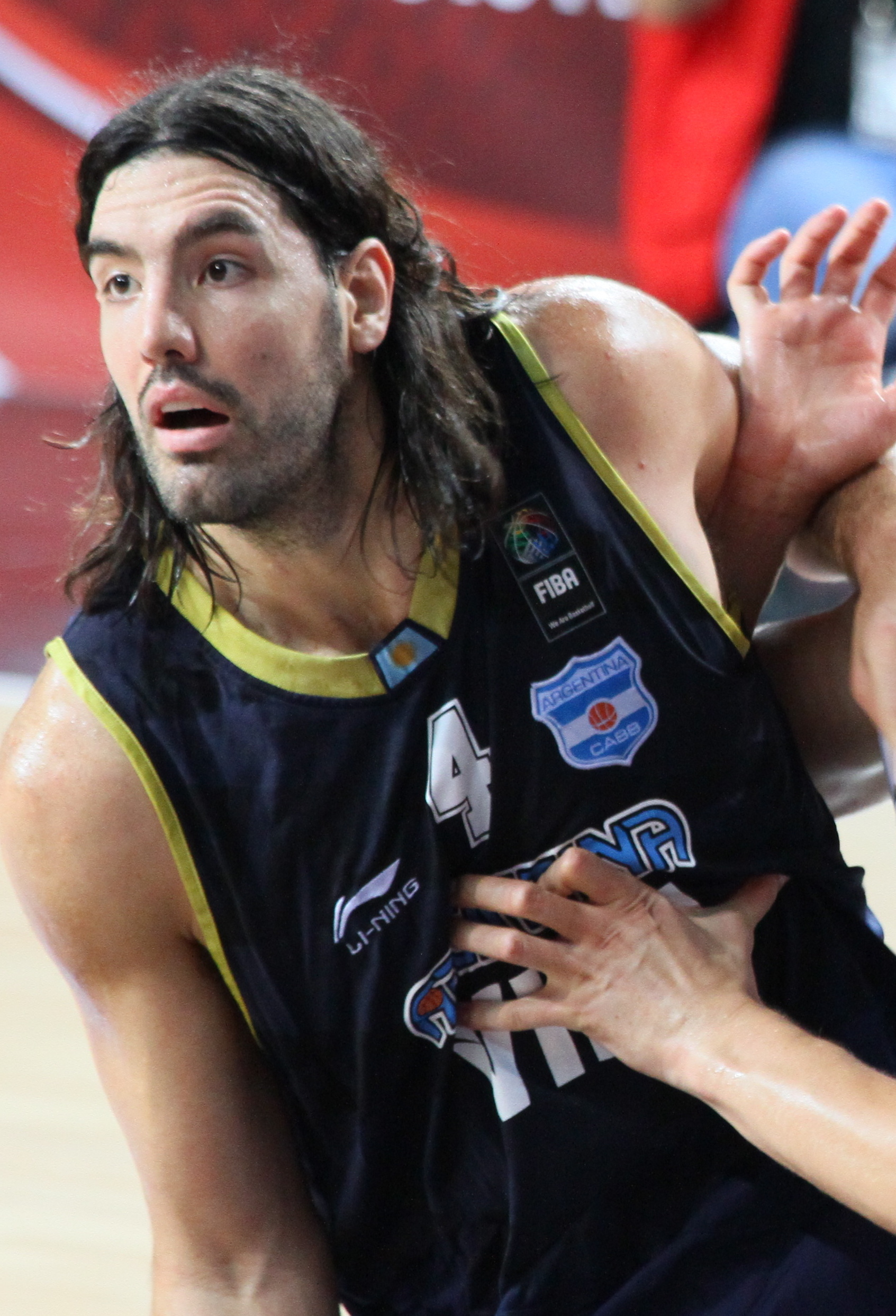
Luis Scola, jugador con más presencias en la historia de la Selección Argentina.

La selección argentina, fue la primera en el mundo en derrotar a una selección de Estados Unidos conformada íntegramente por jugadores de la NBA. El 4 de septiembre de 2002, los albicelestes derrotaron 87-80 a los norteamericanos en el Campeonato Mundial de ese año, disputado en Indianápolis. En aquel torneo, Argentina finalizó subcampeón, luego de perder una discutida final en tiempo extra ante Yugoslavia. Parte de la prensa mundial señaló que el arbitraje en la final no fue del todo correcto y de hecho, el mismo árbitro Nikos Pitsilkas años más tarde confesó haberse equivocado en la última jugada del partido al no sancionar una falta que pudo haber dado el título a la selección nacional.
Dos años más tarde llegó la revancha. En los Juegos Olímpicos de Atenas 2004 la selección mayor de Rubén Magnano lograría el hito más importante de la historia del básquetbol argentino al conseguir ganar la medalla de oro. Argentina conformó el Grupo A junto a Serbia y Montenegro, España, Italia, China y Nueva Zelanda. Argentina ganó 3 partidos y cayó en 2 en el grupo, por lo que finalizó tercera en su grupo, clasificando para la siguiente ronda. En el cruce de cuartos de final le tocó medirse con Grecia (que era el combinado local) y la derrotó en un final cerrado por 69 a 64. En la semifinal eliminó a Estados Unidos (integrado por jugadores de la NBA), por 89 a 81. Esta victoria contra Estados Unidos, representó para el conjunto estadounidense el quinto partido perdido en toda la historia olímpica. En la final, el conjunto albiceleste doblegó a Italia por un contundente 84 a 69.
En agosto de 2008, de la mano de Sergio Hernández, consiguió la medalla de oro en el FIBA Diamond Ball de ese año en China y la medalla de bronce en los Juegos Olímpicos de Pekín 2008 tras vencer a Lituania. Luego de dichos Juegos Olímpicos, la selección albiceleste quedó en el puesto Nro. 1 del Ranking de la FIBA.
En 2010, Argentina, con varias ausencias, logró una destacada actuación en el campeonato mundial terminando en el quinto lugar luego de vencer a España. 
Ya con Julio Lamas al mando, Argentina se coronó campeona del Campeonato FIBA Américas de 2011 (siendo el Campeonato FIBA Américas,  la máxima competición de América y torneo de mayor relevancia en el continente americano) y clasificó a los Juegos Olímpicos de Londres 2012. Ya en los Juegos Olímpicos, en fase de grupos derrotó 102 a 79 a Lituania, 92 a 69 a Túnez, 93 a 79 a Nigeria, lo que permitió que Argentina avanzara de ronda pese a las caídas contra Francia y Estados Unidos. En cuartos de final, venció a Brasil por 82 a 77, cayendo nuevamente en semifinales contra Estados Unidos. En la lucha por el bronce, la selección cayó contra Rusia 81 a 77, finalizando en la cuarta posición. 
En el Mundial de España 2014, la selección finalizó 11.ª, luego de caer en octavos de final ante Brasil. Ese torneo marcó el fin de la Generación Dorada, ya que (por una cuestión de edad) muchos de sus integrantes se retiraron de la selección nacional luego de ese Mundial.

### El recambio post-Generación Dorada: 2015 en adelante
En enero de 2015, Sergio Hernández fue confirmado en el cargo de entrenador, en la que sería su segunda etapa al mando de la selección nacional. En su primer torneo mayor, la selección consiguió el pase a los Juegos Olímpicos de 2016 luego de obtener la medalla de plata en el Campeonato FIBA Américas de 2015 desarrollado en México. Con Scola y Nocioni como abanderados de lo que fue la Generación Dorada, más el aporte de algunos jóvenes con experiencia (como Facundo Campazzo, Nicolás Laprovittola, Nicolás Richotti y Selem Safar) y sumado a ellos la aparición de nuevos valores de cara al futuro (como Patricio Garino, Nicolás Brussino, Gabriel Deck, Marcos Delía y Tayavek Gallizzi), Argentina llegó a la final del torneo continental clasificatorio a los Juegos Olímpicos, pero cayó ante Venezuela 76-71 en el juego decisivo.
Para los Juegos Olímpicos de 2016, la selección argentina contó con la vuelta de Manu Ginóbili y Carlos Delfino, quienes por diversos motivos habían estado ausentes de las últimas competiciones que había disputado la selección. Ginóbili se lesionó previo al Mundial de España, mientras que Delfino hacía 3 años que no jugaba al baloncesto, producto de una seria lesión y de múltiples operaciones. El conjunto argentino finalizó cuarto en el Grupo B, con 3 victorias (ante Nigeria, Croacia y Brasil) y 2 derrotas (ante Lituania y España), quedando así en un cuádruple empate con España, Croacia y Lituania. En cuartos de final, le tocó cruzarse con Estados Unidos, que -con todos jugadores de la NBA- derrotó a los albicelestes 105 a 78. Ese partido marcó el retiro de la selección de Manu Ginóbili y de Andrés Nocioni. Luego del cotejo, el entrenador de Estados Unidos, Mike Krzyzewski elogió a toda una generación de basquetbolistas argentinos considerándola de ser "no solo un equipo, sino una cultura, por la magnificencia que le ha mostrado al mundo en las últimas dos décadas".
En julio de 2017, la CABB decidió retirar los números que usaron Manu Ginóbili y Andrés Nocioni. Así, las camisetas número 5 y número 13 no podrán ser utilizadas por ningún otro jugador.

Iniciamos esta modalidad con el único fin de reconocer a dos jugadores que jerarquizaron a la Selección durante más de una década y media, lograron triunfos históricos y, además, impulsaron al crecimiento del basquet argentino dejando un legado explícito para las jóvenes camadas.
Federico Susbielles, presidente de CABB en 2017.

#### Primer título oficial para la nueva generación: medalla de oro en Lima 2019
En 2019, esta nueva generación de la selección argentina (sumando el aporte de Luis Scola como único integrante de la Generación Dorada) obtuvo la medalla de oro en los Juegos Panamericanos de Lima. Los albicelestes llegaron a los juegos con su mejor plantel disponible, por lo que desde el inicio del certamen, eran los principales candidatos a ganar la medalla de oro. Si bien algunos jugadores de esta nueva generación ya habían ganado campeonatos sudamericanos, o juegos suramericanos, en los Juegos Panamericanos de Lima 2019 tenían la posibilidad de conseguir un torneo de más impacto.
Liderados por Campazzo en la base, Brussino como escolta, Garino como alero y Scola y Delía como pivotes, más los aportes de los suplentes como Laprovittola y Vildoza en la base, Redivo y Fjellerup como ayudas, Deck como alero o pivote y Gallizzi y Cáffaro como pivotes, la selección albiceleste derrotó a Uruguay y a República Dominicana por la fase de grupos (luego cayó con México en la fecha final de esta fase). Clasificó primera en su zona y debió enfrentar a Estados Unidos en semifinales, a quien doblegó con facilidad 114 a 75. La final fue ante Puerto Rico, a quien venció claramente por 84 a 66 con 28 puntos de Scola. Facundo Campazzo fue elegido el MVP de la final.
De esta manera Argentina, dirigida por Sergio Hernández, ganó el oro panamericano por segunda vez en su historia y consiguió un nuevo título oficial para su amplio palmarés; el primero post Generación dorada.

#### Subcampeones del Mundo en China 2019
Argentina afrontó el Mundial de China con el mismo plantel que ganó de punta a punta la medalla de oro en los Juegos Panamericanos de Lima. El objetivo inicial del equipo albiceleste era alcanzar una de las 2 plazas que tenía FIBA Américas para los Juegos Olímpicos de Tokio 2020. Argentina integró el Grupo B, junto a Corea del Sur, Nigeria y Rusia. Debutó con triunfo sobre los asiáticos 95 a 69, luego venció a los africanos 94 a 81, y finalmente derrotó a los rusos 69 a 61, lo cual le permitió finalizar puntera en su zona. En la siguiente fase, integró el Grupo I, compuesto por Argentina, Rusia (como ganadores del grupo B), Polonia y Venezuela (como ganadores del grupo A). En esta fase, los de Sergio Hernández derrotaron con facilidad a Venezuela 87 a 67, y luego a Polonia 91 a 65. Esa victoria argentina, y la derrota de Brasil ante Estados Unidos, le permitió al conjunto albiceleste (y al de Estados Unidos) lograr la clasificación a los Juegos Olímpicos de Tokio 2020. Ambos, quedaron como los 2 mejores equipos de América en el Mundial, por lo que ganaron el derecho a representar al continente en la justa olímpica de Japón.
Una vez logrado el objetivo principal, la selección fue por más. El cruce de cuartos de final era la siempre dura selección de Serbia, que contaba con un promedio altísimo de anotación por partido. Finalmente, de la mano de un Campazzo intratable y de un Scola brillante, Argentina derrotó 97-87 a los europeos y logró el pase a las semifinales. En esa instancia, se midió con Francia, que venía de dejar afuera a Estados Unidos en la otra llave. Argentina realizó un juego casi sin fisuras, venciendo al conjunto francés, derrotándolo 80 a 66, y logrando el pase a su tercera final en la historia de los mundiales. Finalmente, en el duelo decisivo fue derrotada por España sin atenuantes por 95 a 75, y logró la medalla de plata. Luis Scola fue elegido en el quinteto ideal del campeonato.

### Década de 2020

#### Juegos Olímpicos de Tokio 2020
Con la Pandemia de COVID-19 y el abandono de las delegaciones de Australia y Canadá el Comité Olímpico Internacional tomó la decisión de aplazar los Juegos hasta 2021.El contrato con el entrenador Sergio Hernández finalizaba luego de los JJOO, por ello en un principio el entrenador argentino, el 3 de noviembre anuncia su partida, momentánea, de la selección para tomar el mando del Casademont Zaragoza. Gabriel Piccato sería su reemplazante. Se sospechaba que la cita olímpica en Tokio sería de las últimas actuaciones de Luis Scola en una cancha de básquet y, sumado al subcampeonato del mundo conseguido en 2019, se mantenían las expectativas altas y la ilusión de alcanzar un lugar en el podio final. El 17 de abril de 2021, Sergio Oveja Hernández anuncia su dimisión del equipo español por motivos personales y vuelve al mando de la selección.
Finalmente, el 26 de julio de 2021, el seleccionado argentino debutaría frente a Eslovenia, que daría el primer golpazo quedándose con la victoria por 110-118, de la mano de Luka Dončić y sus 48 puntos. El grupo también estaba compuesto por la campeona del mundo España y por la local Japón, dirigida por el ex-entrenador argentino, Julio Lamas. El 29 de julio enfrentó al seleccionado español y cayó por 81-71, lo que obligaba a vencer al seleccionado japonés y obtener buena diferencia de puntos para clasificar a cuartos de final como uno de los dos mejores terceros. Argentina pudo quedarse con la victoria por 97-77, obteniendo un diferencial de -8, mejor que el -16 de la Selección de Alemania. Definidas las plazas, el sorteo emparejo a la Argentina con Australia y debían enfrentarse el 3 de agosto. A pesar de llevar la delantera por 18-22 al término del primer cuarto, el seleccionado argentino no pudo hacer frente a su par australiano que terminó dominando el partido y venciendo por 97-59. Este encuentro marcaría el fin de la carrera de Luis Scola que, cuando salió del partido por decisión de Sergio Hernández, fue ovacionado por sus compañeros, rivales, árbitros y por los pocos presentes debido al aforo reducido. 
Ya meses después de la pobre actuación argentina en los Juegos, se confirmó que Sergio Hernández no seguiria al mando del seleccionado.

#### Campeones de América por tercera vez en la AmeriCup de Brasil 2022
Ya sin su capitán histórico, Luis Scola, y con la base campeona panamericana y subcampeona del mundo de 2019, la selección argentina inició la FIBA AmeriCup de 2022 con algunas dudas previas en el inicio del torneo ya que la Confederación Argentina había echado al entrenador Néstor "Che" García apenas unos días antes del inicio del máximo certamen continental. Su lugar fue ocupado por Pablo Prigioni, exjugador de la Generación dorada. Con pocos entrenamientos, Prigioni logró amalgamar un equipo sólido y fuerte en defensa, y basando sus ofensivas en la conducción y juego exterior de Facundo Campazzo y Nicolás Laprovittola (dos tiradores de gran eficacia), la experiencia y buena mano externa de Carlos Delfino, y la potencia en el juego interno de Gabriel Deck (principalmente) y Marcos Delía.
Argentina derrotó a todos sus rivales del grupo ganando sus tres partidos con facilidad (Islas Vírgenes, Puerto Rico y República Dominicana), y en el cruce de cuartos de final derrotó sin atenuantes 76-53 a Venezuela.
En semifinales, los albicelestes debieron enfrentar a uno de los candidatos, Estados Unidos, quien acudía a la FIBA AmeriCup con un equipo plagado de jugadores con vasta experiencia en la NBA, incluso algunos de ellos -como Patrick McCaw, Jodie Meeks y Norris Cole- habiendo ganado anillos de campeones de aquella liga. El partido fue parejo, pero finalmente, Argentina pudo quebrar el juego en el último cuarto, y los de Prigioni ganaron 82 a 73 (con 30 puntos de Deck), pasando así a la final. El cotejo decisivo, sería nada más y nada menos que ante el local Brasil, quien derrotó a Canadá en la otra semifinal.
En la final, Argentina dominó con claridad en el primer tiempo (se fue al descanso largo con ventaja de 10 puntos) pero a partir del tercer cuarto los locales comenzaron a presionar más, y se acercaron en el marcador. En el último cuarto, los verdeamarelos llegaron a pasar al frente 73 a 71 a falta de 1 minuto y medio para el final, pero Argentina cerró mejor el partido, y con una volcada de Delía (tras asistencia de faja de Campazzo) y un doble de Deck a falta de 16 segundos para el cierre, pusieron en ventaja a los de Prigioni por 2 puntos; 75 a 73. El tiro del final brasileño rebotó en el aro, el rebote lo capturó Deck, y Argentina así pudo coronar un nuevo título continental, esta vez, en tierras brasileñas.
El ala-pívot Gabriel Deck fue elegido MVP del torneo, promediando 21 puntos y 5,8 rebotes por partido. Además del santiagueño, el base Facundo Campazzo fue elegido en el quinteto ideal.

#### Sin Mundial y sin Juegos Olímpicos
Finalizada la AmeriCup 2022, el siguiente objetivo era claro, asegurar la clasificación a la Copa Mundial de Baloncesto de 2023. Luego de caer frente a República Dominicana por 80-69, la selección encararía las ventanas de febrero con la obligación de ganar los partidos frente a Canadá y República Dominicana. Facundo Campazzo debido a la falta de habilitación para jugar EuroLiga, se hizo presente en Mar del Plata para el primer encuentro, venciendo al seleccionado canadiense. Para el segundo partido, lograron obtener el permiso de sus respectivos equipos Laprovittola y Deck, pagandose sus propios pasajes para estar presentes. Con una máxima de 17 puntos a favor en el tercer cuarto, el partido parecía casi definido para Argentina. Pero el seleccionado dominicano, comandado por el ex-entrenador argentino Néstor García y por Jean Montero, remonto la diferencia y se quedó con la histórica victoria y con el pase al Mundial. Luego de 37 años, la selección Argentina no daría presente en una cita mundialista, los presentes en el Estadio Polideportivo Islas Malvinas, hicieron notar su apoyo a los jugadores, pero su descontento con la dirigencia de la CABB, la cual fue insultada.
En agosto de 2023, Argentina debía asegurar la clasificación a los Juegos Olímpicos de París 2024 mediante el Preclasificatorio, ya que no podía asegurar su lugar mediante el mundial. La CABB presentó una solicitud ante FIBA para ser sede de dicho torneo y, en un intento de encontrar más apoyo para los jugadores, y también para su propia dirigencia,  propuso como sede a Santiago del Estero-La Banda, donde se encuentran los estadios de Quimsa y Club Ciclista Olímpico. La selección no contaría con la presencia de Laprovittola, Bolmaro ni Delia, obligando a realizar un recambio. Finalizaria como segunda en su grupo, detrás de Bahamas. En semifinales gana a la selección chilena y se vuelve a encontrar con la selección caribeña. El 20 de agosto cae en la final por 82-75 y queda definitivamente afuera de los Juegos Olímpicos por primera vez en cinco ediciones.
En octubre y noviembre se presentó a los Juegos Panamericanos de 2023 y con un seleccionado alternativo alcanzaría el oro resultando invicto.
Para la ventana de clasificación a la AmeriCup 2025 en febrero de 2024 se enfrentaría a su par chileno sin Pablo Prigioni debido a sus compromisos con Minnesota Timberwolves y con Herman Mandole como entrenador. Se queda con la victoria por 90-78 en el encuentro realizado en Mar del Plata, pero cae por 79-77 en tierras chilenas.

## Plantilla

### Última convocatoria
- Lista de jugadores convocados para disputar la FIBA AmerCup de 2025.

| N.º | Posición | Nombre            | Fecha de nacimiento (edad)        | PJ | Altura | Equipo                   |
| --- | -------- | ----------------- | --------------------------------- | -- | ------ | ------------------------ |
| 1   | P        | Francisco Cáffaro | 19 de mayo de 2000 (25 años)      | 13 | 2,16 m | Boca Juniors             |
| 6   | B        | Juani Marcos      | 6 de julio de 2000 (25 años)      | 4  | 1,90 m | Barcelona                |
| 9   | A        | Nicolás Brussino  | 2 de marzo de 1993 (32 años)      | 78 | 2,04 m | Gran Canaria             |
| 10  | E        | Gonzalo Corbalán  | 3 de marzo de 2002 (23 años)      | 6  | 1,93 m | San Pablo Burgos         |
| 11  | B        | José Vildoza      | 15 de enero de 1996 (29 años)     | 22 | 1,91 m | Girona                   |
| 16  | B        | Dylan Bordón      | 16 de julio de 2004 (21 años)     | 0  | 1,90 m | Gran Canaria II          |
| 18  | P        | Gonzalo Bressan   | 16 de noviembre de 2001 (23 años) | 7  | 2,05 m | Olímpico                 |
| 20  | A        | Juan Bocca        | 18 de marzo de 2005 (20 años)     | 0  | 1,98 m | Monbus Obradoiro         |
| 21  | AP       | Juan Fernández    | 21 de febrero de 2002 (23 años)   | 14 | 2,10 m | Girona                   |
| 22  | A        | Juan Pablo Vaulet | 22 de marzo de 1996 (29 años)     | 25 | 2,03 m | Palencia                 |
| 23  | AP       | Santiago Trouet   | 25 de enero de 2004 (21 años)     | 0  | 2,08 m | Arizona State University |
| 44  | E        | Alex Negrete      | 2 de agosto de 2001 (24 años)     | 1  | 1,93 m | Flamengo                 |

| Cuerpo técnico     | Cuerpo técnico     | Cuerpo técnico | Cuerpo técnico                                     |
| ------------------ | ------------------ | -------------- | -------------------------------------------------- |
| Entrenador:        | Pablo Prigioni     | Asistentes:    | Leo Gutiérrez - Guido Fabbris - Pablo Albertinazzi |
| Preparador físico: | Cristian Lambrecht | Jefe de Equipo | Hernán Tettamanti                                  |
| Médico:            | Mariano Delía      | Kinesiólogo:   | Paulo Maccari - Leandro Amigo                      |
| Utilero            | Facundo Vartanian  | Jefe de Prensa | Agustín Luchtenberg                                |

- Pablo Prigioni, el entrenador principal, no participó de dicha ventana debido a sus compromisos con los Minnesota Timberwolvesde la NBA, donde es entrenador asistente.

## Partidos

### Próximos encuentros
| Fecha                   | Ciudad             | Competición                       | Local           |                            | Resultado |                                    | Visitante            |
| ----------------------- | ------------------ | --------------------------------- | --------------- | -------------------------- | --------- | ---------------------------------- | -------------------- |
| 20 de febrero de 2025   | Caracas            | Clasificatorio AmeriCup 2025      | Venezuela       | Bandera de Venezuela       | 67:64     | Bandera de Argentina               | Argentina            |
| 23 de febrero de 2025   | Cali               | Clasificatorio AmeriCup 2025      | Colombia        | Bandera de Colombia        | 82:98     | Bandera de Argentina               | Argentina            |
| 28 de julio de 2025     | Madrid             | Amistoso                          | Angola          | Bandera de Angola          | 73:79     | Bandera de Argentina               | Argentina            |
| 1 de agosto de 2025     | Madrid             | Amistoso                          | Angola          | Bandera de Angola          | 87:93     | Bandera de Argentina               | Argentina            |
| 5 de agosto de 2025     | Madrid             | Amistoso                          | Costa de Marfil | Bandera de Costa de Marfil | 86:82     | Bandera de Argentina               | Argentina            |
| 7 de agosto de 2025     | Madrid             | Amistoso                          | Sudán del Sur   | Bandera de Sudán del Sur   | 65:84     | Bandera de Argentina               | Argentina            |
| 10 de agosto de 2025    | Madrid             | Amistoso                          | Portugal        | Bandera de Portugal        | 70:84     | Bandera de Argentina               | Argentina            |
| 14 de agosto de 2025    | Bolonia            | Amistoso                          | Italia          | Bandera de Italia          | 84:72     | Bandera de Argentina               | Argentina            |
| 18 de agosto de 2025    | Ciudad de Panamá   | Amistoso                          | Brasil          | Bandera de Brasil          | 89:65     | Bandera de Argentina               | Argentina            |
| 19 de agosto de 2025    | Ciudad de Panamá   | Amistoso                          | Panamá          | Bandera de Panamá          | 63:84     | Bandera de Argentina               | Argentina            |
| 21 de agosto de 2025    | Ciudad de Panamá   | Amistoso                          | Uruguay         | Bandera de Uruguay         | vs        | Bandera de Argentina               | Argentina            |
| 22 de agosto de 2025    | Managua            | FIBA AmeriCup de 2025             | Nicaragua       | Bandera de Nicaragua       | vs        | Bandera de Argentina               | Argentina            |
| 24 de agosto de 2025    | Managua            | FIBA AmeriCup de 2025             | Argentina       | Bandera de Argentina       | vs        | Bandera de la República Dominicana | República Dominicana |
| 25 de agosto de 2025    | Managua            | FIBA AmeriCup de 2025             | Argentina       | Bandera de Argentina       | vs        | Bandera de Colombia                | Colombia             |
| 27 de noviembre de 2025 | a definir          | Eliminatorias Copa del Mundo 2027 | Cuba            | Bandera de Cuba            | vs        | Bandera de Argentina               | Argentina            |
| 30 de noviembre de 2025 | a definir          | Eliminatorias Copa del Mundo 2027 | Argentina       | Bandera de Argentina       | vs        | Bandera de Cuba                    | Cuba                 |
| 27 de febrero de 2026   | a definir          | Eliminatorias Copa del Mundo 2027 | Argentina       | Bandera de Argentina       | vs        | Bandera de Uruguay                 | Uruguay              |
| 2 de marzo de 2026      | a definir          | Eliminatorias Copa del Mundo 2027 | Argentina       | Bandera de Argentina       | vs        | Bandera de Panamá                  | Panamá               |
| 2 de julio de 2026      | Bandera de Uruguay | Eliminatorias Copa del Mundo 2027 | Uruguay         | Bandera de Uruguay         | vs        | Bandera de Argentina               | Argentina            |
| 5 de julio de 2026      | Bandera de Panamá  | Eliminatorias Copa del Mundo 2027 | Panamá          | Bandera de Panamá          | vs        | Bandera de Argentina               | Argentina            |

## Entrenadores
| - Víctor Caamaño: 1934–1935 - Juan Fava: 1940–1942 - Saúl Ramírez Manfredi: 1943–1944 - Pedro Busso: 1945–1946 - Juan Fava: 1947 - Jorge Canavesi: 1948–1952 - Pedro Pasquinelli: 1953–1957 - Alberto Andrizzi: 1957–1961 - Miguel Ángel Ripullone: 1961–1965 - Alberto López: 1966 - Miguel Ángel Ripullone: 1967 - Casimiro González Trilla: 1967–1968 |  | - Jorge Canavesi: 1969–1970 - Jorge Martínez: 1971 - Miguel Ángel Ripullone: 1972–1974 - Abelardo Dasso: 1975 - Heriberto Schonwies: 1976–1978 - Miguel Ángel Ripullone: 1979–1980 - Raúl García: 1981–1982 - Alberto Finger: 1983 - Heriberto Schonwies: 1984 - León Najnudel: 1985 - Flor Meléndez: 1986–1987 - Alberto Finger: 1988–1989 |  | - Carlos Boismené: 1989–1991 - Walter Garrone: 1992 - Guillermo Vecchio: 1993–1996 - Julio Lamas: 1997–1999 - Rubén Magnano: 2000–2004 - Sergio Hernández: 2005–2010 - Julio Lamas: 2011–2014 - Sergio Hernández: 2015–2020 - Gabriel Piccato: 2020–2021 - Sergio Hernández: 2021 - Néstor García: 2021–2022 - Pablo Prigioni: 2022–act. |

## Finales disputadas
La presente lista incluye solo partidos finales de torneos mundiales, olímpicos y continentales oficiales. Se excluyen de la siguiente lista aquellos torneos en donde no se disputó una final determinada, sino que definieron al campeón a través de una rueda final -al estilo de liguilla- de todos contra todos. 
| - Resumen - | - Resumen -              | - Resumen -                                   | - Resumen -        | - Resumen -  | - Resumen -    | - Resumen - | - Resumen - |
| ----------- | ------------------------ | --------------------------------------------- | ------------------ | ------------ | -------------- | --- | ----------- |
| N°          | Fecha                    | Torneo                                        | Local              | Resultado    | Visitante      | Detalles |             |
| 1°          | 3 de noviembre de 1950   | Campeonato Mundial de Baloncesto de 1950      | Argentina          | 64-50        | Estados Unidos | Primer campeón mundial                                                                                                  |             |
| 2°          | 5 de junio de 1993       | Campeonato Sudamericano de Baloncesto de 1993 | Brasil             | 82-76        | Argentina      | |             |
| 3°          | 25 de marzo de 1995      | Juegos Panamericanos de Mar del Plata 1995    | Argentina          | 98-85        | Estados Unidos | Primeros Juegos Panamericanos                                                                                           |             |
| 4°          | 3 de junio de 1995       | Campeonato Sudamericano de Baloncesto de 1995 | Uruguay            | 89-74        | Argentina      | |             |
| 5°          | 27 de agosto de 1995     | Campeonato FIBA Américas de 1995              | Argentina          | 86-87        | Puerto Rico    | |             |
| 6°          | 20 de junio de 1999      | Campeonato Sudamericano de Baloncesto de 1999 | Argentina          | 67-73        | Brasil         | |             |
| 7°          | 29 de julio de 2001      | Campeonato Sudamericano de Baloncesto de 2001 | Argentina          | 76-69        | Brasil         | Primera final ganada en un Sudamericano. Derrota a Brasil                                                               |             |
| 8°          | 27 de agosto de 2001     | Campeonato FIBA Américas de 2001              | Argentina          | 78-59        | Brasil         | Primer FIBA Américas. Derrota a Brasil                                                                                  |             |
| 9°          | 8 de septiembre de 2002  | Campeonato Mundial de Baloncesto de 2002      | R.F. de Yugoslavia | 84-77 (t.e.) | Argentina      | Pierde en tiempo extra. Llega a la final venciendo a Estados Unidos con un plantel integrado por todos jugadores de NBA |             |
| 10°         | 27 de julio de 2003      | Campeonato Sudamericano de Baloncesto de 2003 | Brasil             | 83-80        | Argentina      | |             |
| 11°         | 31 de agosto de 2003     | Campeonato FIBA Américas de 2003              | Estados Unidos     | 106-73       | Argentina      | |             |
| 12°         | 18 de junio de 2004      | Campeonato Sudamericano de Baloncesto de 2004 | Brasil             | 78-95        | Argentina      | Derrota a Brasil en Brasil.                                                                                             |             |
| 13°         | 28 de agosto de 2004     | Juegos Olímpicos de Atenas 2004               | Argentina          | 84-69        | Italia         | Campeón Olímpico. Derrota a Estados Unidos (en semis) cuyo plantel estaba integrado por todos jugadores de NBA.         |             |
| 14°         | 4 de septiembre de 2005  | Campeonato FIBA Américas de 2005              | Brasil             | 100-88       | Argentina      | |             |
| 15°         | 2 de septiembre de 2007  | Campeonato FIBA Américas de 2007              | Estados Unidos     | 118-81       | Argentina      | |             |
| 16°         | 6 de julio de 2008       | Campeonato Sudamericano de Baloncesto de 2008 | Argentina          | 100-95       | Uruguay        | |             |
| 17°         | 1 de agosto de 2008      | FIBA Diamond Ball 2008                        | Argentina          | 95-91        | Australia      | Logra todos los títulos oficiales de selecciones posibles                                                               |             |
| 18°         | 31 de julio de 2010      | Campeonato Sudamericano de Baloncesto de 2010 | Brasil             | 87-77        | Argentina      | |             |
| 19°         | 11 de septiembre de 2011 | Campeonato FIBA Américas de 2011              | Argentina          | 80-75        | Brasil         | Segundo FIBA Americas. Derrota a Brasil                                                                                 |             |
| 20°         | 22 de junio de 2012      | Campeonato Sudamericano de Baloncesto de 2012 | Argentina          | 79-56        | Venezuela      | |             |
| 21°         | 28 de julio de 2014      | Campeonato Sudamericano de Baloncesto de 2014 | Venezuela          | 74-65        | Argentina      | |             |
| 22°         | 12 de septiembre de 2015 | Campeonato FIBA Américas de 2015              | Venezuela          | 76-71        | Argentina      | |             |
| 23°         | 5 de septiembre de 2017  | FIBA AmeriCup de 2017                         | Estados Unidos     | 81-76        | Argentina      | |             |
| 24°         | 4 de agosto de 2019      | Juegos Panamericanos de Lima 2019             | Argentina          | 84-66        | Puerto Rico    | Segundo Panamericano. Título post generación dorada                                                                     |             |
| 25°         | 15 de septiembre de 2019 | Copa Mundial de Baloncesto de 2019            | Argentina          | 75-90        | España         | Tercera final mundialista.                                                                                              |             |
| 26°         | 11 de septiembre de 2022 | FIBA AmeriCup de 2022                         | Brasil             | 73-75        | Argentina      | Tercer FIBA Américas. Primero ganado en Brasil.                                                                         |             |
| 27°         | 4 de noviembre de 2023   | Juegos Panamericanos de Santiago 2023         | Argentina          | 79-65        | Venezuela      | Tecer título Panamericano. Bicampeón.                                                                                   |             |

## Datos y estadísticas

### Jugadores con más de 100 presencias oficiales
1. Luis Scola (173 partidos jugados entre 1999 y 2021)[55]
2. Leonardo Gutiérrez (133 partidos jugados entre 1999 y 2014)[56]
3. Andrés Nocioni (121 partidos jugados entre 1999 y 2016)[57]
4. Marcelo Milanesio (117 partidos jugados entre 1986 y 1998)[58]
5. Rubén Wolkowyski (114 partidos jugados entre 1993 y 2006)[59]
6. Diego Osella (109 partidos jugados entre 1989 y 2001)[60]
7. Manu Ginóbili (104 partidos jugados entre 1998 y 2016)[61]
8. Miguel Cortijo (100 partidos jugados entre 1979 y 1992)[62]

### Números retirados
5 — Manu Ginóbili, 104 partidos con la selección. Campeón en Atenas 2004. Subcampeón en Indianápolis 2002.
13 — Andrés Nocioni, 121 partidos con la selección. Campeón en Atenas 2004. Subcampeón en Indianápolis 2002.

### Triunfos oficiales sobre Estados Unidos
Referencia: Basquetplus.
| Torneo                                   | Sede                 | Resultado |
| ---------------------------------------- | -------------------- | --------- |
| Campeonato Mundial de Baloncesto 1950    | Argentina            | 64-50     |
| Juegos Panamericanos de 1955             | México               | 54-53     |
| Campeonato Mundial de Baloncesto 1986    | España               | 74-70     |
| Juegos Panamericanos de 1995             | Argentina            | 68-67     |
| Juegos Panamericanos de 1995             | Argentina            | 90-86     |
| Campeonato FIBA Américas de 2001         | Argentina            | 108-69    |
| Campeonato Mundial de Baloncesto 2002    | Estados Unidos       | 87-80     |
| Juegos Olímpicos de Atenas 2004          | Grecia               | 89-81     |
| Campeonato FIBA Américas de 2005         | República Dominicana | 84-67     |
| Eliminatorias para Mundial de China 2019 | Argentina            | 80-63     |
| Juegos Panamericanos de 2019             | Perú                 | 114-75*   |
| FIBA AmeriCup de 2022                    | Brasil               | 82-73     |

*Máxima derrota oficial de Estados Unidos en su historia.

### Historial en competiciones

#### Juegos Olímpicos
| Historial Oficial en los Juegos Olímpicos | Historial Oficial en los Juegos Olímpicos | Historial Oficial en los Juegos Olímpicos | Historial Oficial en los Juegos Olímpicos | Historial Oficial en los Juegos Olímpicos | Historial Oficial en los Juegos Olímpicos | Historial Oficial en los Juegos Olímpicos |
| Rival | PJ                                        | PG                                        | PP                                        | TF                                        | TC                                        | Dif PJ                                    |
| --- | ----------------------------------------- | ----------------------------------------- | ----------------------------------------- | ----------------------------------------- | ----------------------------------------- | ----------------------------------------- |
| Versus selecciones de América |                                           |                                           |                                           |                                           |                                           |                                           |
| Brasil | 2                                         | 2                                         | 0                                         | 193                                       | 184                                       | +2                                        |
| Perú | 1                                         | 1                                         | 0                                         | 42                                        | 34                                        | +1                                        |
| Uruguay | 2                                         | 0                                         | 2                                         | 124                                       | 134                                       | -2                                        |
| |                                           |                                           |                                           |                                           |                                           |                                           |
| Cuba | 1                                         | 0                                         | 1                                         | 34                                        | 35                                        | -1                                        |
| Estados Unidos | 8                                         | 1                                         | 7                                         | 629                                       | 762                                       | -6                                        |
| Puerto Rico | 1                                         | 1                                         | 0                                         | 87                                        | 77                                        | +1                                        |
| Versus selecciones de Europa |                                           |                                           |                                           |                                           |                                           |                                           |
| Bulgaria | 1                                         | 1                                         | 0                                         | 100                                       | 56                                        | +1                                        |
| Checoslovaquia | 1                                         | 0                                         | 1                                         | 41                                        | 45                                        | -1                                        |
| Croacia | 3                                         | 2                                         | 1                                         | 247                                       | 225                                       | +1                                        |
| España | 3                                         | 0                                         | 3                                         | 220                                       | 260                                       | -3                                        |
| Eslovenia | 1                                         | 0                                         | 1                                         | 100                                       | 118                                       | -1                                        |
| Francia | 2                                         | 1                                         | 1                                         | 125                                       | 123                                       | 0                                         |
| Grecia | 2                                         | 2                                         | 0                                         | 149                                       | 142                                       | +2                                        |
| Hungría | 1                                         | 1                                         | 0                                         | W.O.                                      | W.O.                                      | +1                                        |
| Italia | 2                                         | 1                                         | 1                                         | 159                                       | 145                                       | 0                                         |
| Lituania | 5                                         | 3                                         | 2                                         | 406                                       | 371                                       | +1                                        |
| Rusia | 2                                         | 1                                         | 1                                         | 168                                       | 160                                       | 0                                         |
| Serbia | 1                                         | 1                                         | 0                                         | 83                                        | 82                                        | +1                                        |
| Suiza | 1                                         | 1                                         | 0                                         | 49                                        | 23                                        | +1                                        |
| África, Asia, y Oceanía |                                           |                                           |                                           |                                           |                                           |                                           |
| Angola | 1                                         | 1                                         | 0                                         | 66                                        | 62                                        | +1                                        |
| Egipto | 1                                         | 1                                         | 0                                         | 57                                        | 38                                        | +1                                        |
| Nigeria | 2                                         | 2                                         | 0                                         | 187                                       | 145                                       | +2                                        |
| Túnez | 1                                         | 1                                         | 0                                         | 92                                        | 69                                        | +1                                        |
| |                                           |                                           |                                           |                                           |                                           |                                           |
| China | 2                                         | 1                                         | 1                                         | 159                                       | 144                                       | 0                                         |
| Filipinas | 1                                         | 0                                         | 1                                         | 43                                        | 45                                        | -1                                        |
| Irán | 1                                         | 0                                         | 1                                         | 97                                        | 82                                        | +1                                        |
| Japón | 1                                         | 1                                         | 0                                         | 97                                        | 77                                        | +1                                        |
| Corea del Sur | 1                                         | 1                                         | 0                                         | 97                                        | 79                                        | +1                                        |
| |                                           |                                           |                                           |                                           |                                           |                                           |
| Australia | 1                                         | 1                                         | 0                                         | 85                                        | 69                                        | +1                                        |
| Nueva Zelanda | 1                                         | 1                                         | 0                                         | 98                                        | 94                                        | +1                                        |
| TOTAL | 55                                        | 32                                        | 23                                        | 4169                                      | 4002                                      | +9                                        |
| Según FIBA: - Rusia y Unión Soviética, se consideran selecciones diferentes. - Checoslovaquia y República Checa, se consideran selecciones diferentes. - Serbia y Yugoslavia, se consideran selecciones diferentes. Serbia incluye a: Serbia y Montenegro, y a la República Federal Yugoslava. Actualizado hasta el 31 de julio de 2021: Argentina 97 - 77 Japón. |                                           |                                           |                                           |                                           |                                           |                                           |

#### Copa Mundial de Baloncesto
| Historial Oficial en Campeonatos Mundiales | Historial Oficial en Campeonatos Mundiales | Historial Oficial en Campeonatos Mundiales | Historial Oficial en Campeonatos Mundiales | Historial Oficial en Campeonatos Mundiales | Historial Oficial en Campeonatos Mundiales | Historial Oficial en Campeonatos Mundiales |
| Rival | PJ                                         | PG                                         | PP                                         | TF                                         | TC                                         | Dif PJ                                     |
| --- | ------------------------------------------ | ------------------------------------------ | ------------------------------------------ | ------------------------------------------ | ------------------------------------------ | ------------------------------------------ |
| Versus selecciones de América |                                            |                                            |                                            |                                            |                                            |                                            |
| Brasil | 6                                          | 4                                          | 2                                          | 428                                        | 426                                        | +2                                         |
| Chile | 1                                          | 1                                          | 0                                          | 62                                         | 41                                         | +3                                         |
| Perú | 2                                          | 2                                          | 0                                          | 157                                        | 143                                        | +2                                         |
| Uruguay | 3                                          | 2                                          | 1                                          | 224                                        | 205                                        | +1                                         |
| Venezuela | 3                                          | 3                                          | 0                                          | 290                                        | 193                                        | +3                                         |
| |                                            |                                            |                                            |                                            |                                            |                                            |
| Canadá | 4                                          | 1                                          | 3                                          | 328                                        | 357                                        | -2                                         |
| Cuba | 1                                          | 0                                          | 1                                          | 81                                         | 85                                         | -1                                         |
| Estados Unidos | 10                                         | 3                                          | 7                                          | 756                                        | 840                                        | -4                                         |
| México | 4                                          | 2                                          | 2                                          | 339                                        | 279                                        | 0                                          |
| Puerto Rico | 2                                          | 1                                          | 1                                          | 174                                        | 167                                        | 0                                          |
| Versus selecciones de Europa |                                            |                                            |                                            |                                            |                                            |                                            |
| Alemania | 3                                          | 3                                          | 0                                          | 250                                        | 231                                        | +3                                         |
| Checoslovaquia | 1                                          | 0                                          | 1                                          | 91                                         | 113                                        | -1                                         |
| Croacia | 1                                          | 0                                          | 1                                          | 85                                         | 90                                         | -1                                         |
| España | 8                                          | 2                                          | 6                                          | 599                                        | 632                                        | -4                                         |
| Francia | 4                                          | 4                                          | 0                                          | 282                                        | 217                                        | +4                                         |
| Grecia | 3                                          | 0                                          | 3                                          | 237                                        | 262                                        | -3                                         |
| Italia | 2                                          | 0                                          | 2                                          | 143                                        | 169                                        | -2                                         |
| Lituania | 2                                          | 0                                          | 2                                          | 161                                        | 181                                        | -2                                         |
| Países Bajos | 1                                          | 1                                          | 0                                          | 82                                         | 75                                         | +1                                         |
| Polonia | 2                                          | 1                                          | 1                                          | 149                                        | 130                                        | 0                                          |
| Rusia | 4                                          | 3                                          | 1                                          | 306                                        | 287                                        | +3                                         |
| Unión Soviética | 3                                          | 0                                          | 3                                          | 204                                        | 298                                        | -3                                         |
| Turquía | 1                                          | 1                                          | 0                                          | 83                                         | 58                                         | +1                                         |
| Serbia | 5                                          | 2                                          | 3                                          | 401                                        | 404                                        | -1                                         |
| Yugoslavia | 2                                          | 0                                          | 2                                          | 137                                        | 180                                        | -2                                         |
| África, Asia, y Oceanía |                                            |                                            |                                            |                                            |                                            |                                            |
| Angola | 2                                          | 2                                          | 0                                          | 158                                        | 129                                        | +2                                         |
| Egipto | 3                                          | 3                                          | 0                                          | 241                                        | 163                                        | +3                                         |
| Nigeria | 3                                          | 3                                          | 0                                          | 260                                        | 196                                        | +3                                         |
| República Centroafricana | 1                                          | 1                                          | 0                                          | 121                                        | 70                                         | +1                                         |
| Senegal | 1                                          | 1                                          | 0                                          | 81                                         | 46                                         | +1                                         |
| |                                            |                                            |                                            |                                            |                                            |                                            |
| China | 2                                          | 2                                          | 0                                          | 192                                        | 151                                        | +2                                         |
| EAU | 2                                          | 2                                          | 0                                          | 126                                        | 111                                        | +2                                         |
| Filipinas | 2                                          | 2                                          | 0                                          | 196                                        | 171                                        | +2                                         |
| Formosa | 1                                          | 0                                          | 1                                          | 59                                         | 63                                         | -1                                         |
| Japón | 2                                          | 2                                          | 0                                          | 172                                        | 148                                        | +2                                         |
| Jordania | 1                                          | 1                                          | 0                                          | 88                                         | 79                                         | +1                                         |
| Líbano | 1                                          | 1                                          | 0                                          | 107                                        | 72                                         | +1                                         |
| Corea del Sur | 2                                          | 2                                          | 0                                          | 200                                        | 152                                        | +2                                         |
| Malasia | 1                                          | 1                                          | 0                                          | 93                                         | 73                                         | +1                                         |
| |                                            |                                            |                                            |                                            |                                            |                                            |
| Australia | 5                                          | 2                                          | 3                                          | 415                                        | 429                                        | -1                                         |
| Nueva Zelanda | 3                                          | 3                                          | 0                                          | 280                                        | 211                                        | +3                                         |
| TOTAL | 112                                        | 65                                         | 47                                         | 8998                                       | 8537                                       | +18                                        |
| Según FIBA: - Rusia y Unión Soviética, se consideran selecciones diferentes. - Checoslovaquia y República Checa, se consideran selecciones diferentes. - Serbia y Yugoslavia, se consideran selecciones diferentes. Serbia incluye a: Serbia y Montenegro, y a la República Federal Yugoslava. Actualizado hasta el 15 de septiembre de 2019: Argentina 75 - 95 España. Final del Campeonato Mundial China 2019 |                                            |                                            |                                            |                                            |                                            |                                            |

## Historial

### Copa Mundial
Resultado General: 5.º puesto
| Copa Mundial de Baloncesto |
| --- |
| - 1950: - 1954: No calificó - 1959: 10° Lugar - 1963: 8° Lugar - 1967: 6° Lugar - 1970: No calificó - 1974: 11° Lugar - 1978: No calificó - 1982: No calificó - 1986: 12° Lugar - 1990: 8° Lugar - 1994: 9° Lugar - 1998: 8° Lugar - 2002: - 2006: 4° Lugar - 2010: 5° Lugar - 2014: 11° Lugar - 2019: - 2023: No calificó - 2027: TBD |

### Juegos Olímpicos
| Baloncesto en los Juegos Olímpicos |
| --- |
| - Berlín 1936: No calificó - Londres 1948: 15° Lugar - Helsinki 1952: 4° Lugar - Melbourne 1956: No calificó - Roma 1960: No calificó - Tokio 1964: No calificó - México 1968: No calificó - Múnich 1972: No calificó - Montreal 1976: No calificó - Moscú 1980: No participó - Los Ángeles 1984: No calificó - Seúl 1988: No calificó - Barcelona 1992: No calificó - Atlanta 1996: 9° Lugar - Sídney 2000: No calificó - Atenas 2004: - Pekín 2008: - Londres 2012: 4° Lugar - Río 2016: 8° Lugar - Tokio 2020: 7° Lugar - París 2024: No calificó |

### Campeonato FIBA Américas
| - 1980: - 1984: 7° Lugar - 1988: 5° Lugar - 1989: 8° Lugar - 1992: 6° Lugar - 1993: - 1995: - 1997: 4° Lugar - 1999: - 2001: - 2003: - 2005: - 2007: - 2009: - 2011: - 2013: - 2015: - 2017: - 2022: - 2025: Clasificado |

### Campeonato Sudamericano
| Campeonato Sudamericano de Baloncesto |
| --- |
| - 1930: - 1932: - 1934: - 1935: - 1937: 5° Lugar - 1938: - 1939: - 1940: - 1941: - 1942: - 1943: - 1945: - 1947: 5° Lugar - 1949: 5° Lugar - 1953: No calificó - 1955: 4° Lugar - 1958: 4° Lugar - 1960: - 1961: - 1963: 4° Lugar - 1966: - 1968: 5° Lugar - 1969: - 1971: - 1973: - 1976: - 1977: - 1979: - 1981: - 1983: - 1985: - 1987: - 1989: - 1991: - 1993: - 1995: - 1997: - 1999: - 2001: - 2003: - 2004: - 2006: - 2008: - 2010: - 2012: - 2014: - 2016: |

### Juegos Panamericanos
| Juegos Panamericanos | Juegos Panamericanos | Juegos Panamericanos | Juegos Panamericanos | Juegos Panamericanos | Juegos Panamericanos |
| -------------------- | -------------------- | -------------------- | -------------------- | -------------------- | -------------------- |
| - 1951:              |                      | - 1979: 6° Lugar     |                      | - 2007: 4° Lugar     |                      |
| - 1955:              |                      | - 1983: 5° Lugar     |                      | - 2011: 7° Lugar     |                      |
| - 1959: No calificó  |                      | - 1987: 9° Lugar     |                      | - 2015: 5° Lugar     |                      |
| - 1963: No calificó  |                      | - 1991: 6° Lugar     |                      | - 2019:              |                      |
| - 1967: 6° Lugar     |                      | - 1995:              |                      | - 2023:              |                      |
| - 1971: 5° Lugar     |                      | - 1999: 4° Lugar     |                      | - 2027: ?            |                      |
| - 1975: 7° Lugar     |                      | - 2003: 6° Lugar     |                      |                      |                      |

## Palmarés

### Selección absoluta
- Juegos Olímpicos:
  -   Campeón (1): 2004[65]
  -  Tercer lugar (1): 2008

- Copa Mundial de Baloncesto:
  -   Campeón (1): 1950[66]
  -  Subcampeón (2): 2002, 2019

- FIBA Diamond Ball:
  -   Campeón (1): 2008
  -  Tercer lugar (1): 2004

- Campeonato FIBA Américas:
  -   Campeón (3): 2001, 2011, 2022
  -  Subcampeón (6): 1995, 2003, 2005, 2007, 2015, 2017
  -  Tercer lugar (5): 1980, 1993, 1999, 2009, 2013

- Campeonato Sudamericano de Baloncesto:
  -   Campeón (13): 1934, 1935, 1941, 1942, 1943, 1966, 1976, 1979, 1987, 2001, 2004, 2008, 2012
  -  Subcampeón (12): 1930, 1938, 1940, 1973, 1983, 1989, 1993, 1995, 1999, 2003, 2010, 2014
  -  Tercer lugar (13): 1932, 1939, 1945, 1960, 1961, 1969, 1971, 1977, 1981, 1985, 1991, 1997, 2006

- Juegos Panamericanos:
  -   Campeón (3): 1995, 2019, 2023
  -  Subcampeón (2): 1951, 1955

- Copa Continental Stankovic:
  -   Campeón (1): 2013-I
  -  Subcampeón (2): 2005, 2013-II

- Juegos Suramericanos:
  -   Campeón (3): 1982, 2010, 2014
  -  Subcampeón (1): 2018

- Efes Pilsen World Cup:
  -   Campeón (1): 2010

- Acropolis International Basketball Tournament:
  -   Campeón (1): 1990

### Selecciones juveniles
- Campeonato Mundial de Baloncesto Sub-21:
  -  Tercer lugar (1): 2001

- Campeonato Mundial de Baloncesto Sub-19:
  -  Tercer lugar (2): 1979, 1991
- Campeonato FIBA Américas Sub-20:
  -   Campeón (2): 1993, 2000
  -  Tercer lugar (2): 1996, 2004

- Campeonato FIBA Américas Sub-18:
  -   Campeón (1): 2008
  -  Subcampeón (4): 1990, 1994, 1998, 2006
  -  Tercer lugar (1): 2018

- Campeonato FIBA Américas Sub-16:
  -  Subcampeón (4): 2009, 2011, 2013, 2021
  -  Tercer lugar (1): 2015

- Campeonato Sudamericano de Baloncesto Sub-17:
  -   Campeón (9): 1994, 1996, 2000, 2005, 2007, 2009, 2013, 2015, 2023
  -  Subcampeón (5): 1998, 2011, 2017, 2019, 2022

- Campeonato Sudamericano de Baloncesto Sub-15:
  -   Campeón (16): 1987, 1988, 1989, 1993, 1995, 1999, 2000, 2004, 2005, 2007, 2008, 2009, 2010, 2011, 2012, 2016
  -  Subcampeón (8): 1984, 1991, 1996, 1998, 2002, 2006, 2014, 2022
  -  Tercer lugar (3): 1985, 1997, 2018

- Juegos Olímpicos de la Juventud:
  -   Campeón (1): 2018
  -  Tercer lugar (1): 2014

- Copa Mundial FIBA 3x3 Sub-18:
  -   Campeón (1): 2013
  -  Subcampeón (1): 2015
  -  Tercer lugar (1): 2019

## Sitios
- Web oficial de la CAB
- CABB - Confederación Argentina de Básquetbol (oficial) en Facebook

- Datos: Q499338
- Multimedia: Argentina men's national basketball team / Q499338